# Maria Rosa Xavier de Melo e Castro Ataíde Costa Mendonça e Sousa
Maria Rosa Xavier de Melo e Castro de Ataíde Costa Mendonça e Sousa (Rio de Janeiro, São José, 31 de Janeiro de 1811 - Lisboa, São Vicente, 28 de Janeiro de 1884), foi uma fidalga portuguesa nascida no Brasil, herdeira de numerosos vínculos portugueses, entre os quais vários de um ramo da família Melo e Castro, comendadores de Fornelos e alcaides de Colares.

## Biografia
Antes de suceder na sua Casa, perto de idade de 7 anos, usava como nome Maria Rosa Xavier de Ataíde Melo e Castro, acrescentando depois, paulatinamente, os restantes sobrenomes e reordenando-os, por imperativos normativos dos diversos vínculos de que foi sendo constituída única herdeira. 
Foi a última senhora da Casa vinculada dos Melo e Castro, alcaides-mores de Colares, sendo por sucessão a última alcaidessa-mor de Colares, em 1818, e última comendadora de Alcaria Ruiva na Ordem de Santiago (até a sua maioridade administrada, nos termos de Alvará de 22 de julho 1822, por sua mãe, D. Leonor de Ataíde e Azevedo), senhora do morgado do Alcube, em Azeitão e Palmela (morgadio dos porteiros-mores do Reino), do morgado dos Sousa de Meneses copeiros-mores, por morte do Duque de Terceira.  
Foi também a última senhora na sua família do Palácio do Cunhal das Bolas.
Era filha única de Francisco Manuel Bernardo de Melo e Castro de Mendonça, Moço Fidalgo, acrescentado a Fidalgo Escudeiro da Casa Real, alcaide-mor de Colares, sr. do morgado do Alcube, em Azeitão e Palmela, sr. do Palácio do Cunhal das Bolas, em Lisboa, capitão-de-mar-e-guerra, etc., e de sua mulher e segunda sobrinha, D. Leonor de Ataíde e Azevedo Pontes.  
Sendo assim, por sua mãe, prima direita de Manuel Nicolau Pontes de Ataíde e Azevedo, Governador-geral de Moçambique de setembro de 1858 a fevereiro de 1859..  
Neta paterna de Diniz Gregório de Melo e Castro de Mendonça, Fidalgo do Conselho, último governador de Mazagão, 2.º capitão-general dos Açores, sr. do morgado do Alcube, em Azeitão e Palmela, dos porteiros-mores do Reino, 1.º sr. do palácio do Cunhal das Bolas na sua família, etc., e de sua mulher D. Maria Rosa Xavier de Ataíde e Azevedo Brito Malafaia (n. 16.04.1731), da casa dos senhores das honras de Barbosa e Ataíde.  E neta materna do Alferes Joaquim António de Pontes, e de sua mulher D. Maria da Piedade Xavier de Ataíde e Azevedo Brito Malafaia, nascida em Belas em 17.03.1745 e baptizada na mesma paróquia em 5 de abril do mesmo ano, sendo seu padrinho D. Manuel de Bragança, Infante de Portugal.
Nasceu na Corte do Rio de Janeiro, durante a ausência em Moçambique de seu tio, irmão mais velho de seu pai, então senhor da Casa e bens vinculados, António Manuel de Melo e Castro de Mendonça, enviado por D. João VI para aquela colônia até 1812 como governador-geral, antigo governador de São Paulo, no Brasil, e veio a ser única herdeira e sucessora de seu tio e de seus pais.
Quando da morte em 1860 do seu parente Duque da Terceira, D. Maria Rosa foi chamada a suceder como administradora do seu vínculo, chamado dos Sousa e Meneses, copeiros-mores do Reino, de quem ambos descendiam.  A lei da abolição dos morgadios, em 1863, tornou livre e divisível a Casa dos Mello e Castro, afastando da qualidade de único sucessor na mesma o seu neto de dez anos, futuro Visconde de Castelo Novo, tendo suas filhas segunda e terceira casado em consequência a breve trecho logo nos anos de 1863 e 1866.

## Casamentos e descendência
Esteve para casar, muito jovem ainda, em 1826, com o seu parente, D. João de Melo Manuel (trata-se, muito provavelmente, do futuro 1.º conde da Silvã), mas o casamento acabou por não se realizar, por oposição da própria noiva.
Do seu casamento em LIsboa (na freguesia das Mercês, na casa da mãe da noiva, D. Leonor de Ataíde, situada na Rua do Carvalho, hoje Rua Luz Soriano), no dia 3 de fevereiro de 1830, com D. Pedro da Cunha de Mendonça e Meneses, filho segundogênito do 2.º marquês de Olhão, chegaram a adultas três filhas, das quais a mais velha - e presuntiva sucessora na Casa materna, pelo que usou os sobrenomes ligados aos respectivos vínculos - foi D. Maria Leonor José da Conceição das Dores de Mello e Castro da Cunha Costa Mendonça e Sousa. 
Esta casou aos 17 anos, em 1851, com Francisco Corrêa da Silva Sampaio, Fidalgo Cavaleiro da Casa Real, sr. do Palácio do Picadeiro, em Alpedrinha, solar da sua família, e das casas de Castelo Novo, Escalos, Idanha-a-Nova, e Corgues, e da Quinta do Bravo, em Alenquer, último senhor das casas vinculadas dos Corrêas da Silva Sampaio, Lopes Sarafana, Freire de Serpa e Silva, e Costa Pegado, etc. Era filho do Cor. António Manuel Corrêa da Silva Sampaio, Fidalgo Cavaleiro da Casa Real, comendador da Ordem de Cristo, sr. das referidas casas dos Corrêa, Lopes Sarafana, Freire de Serpa, etc., e de sua mulher D. Maria Joana da Costa Pegado de Figueiredo Soutomaior.
Tendo D. Maria Leonor de Mello e Castro da Cunha morrido em 1855, antes de sua mãe, sucedeu a sua avó D. Maria Rosa, e a seu pai, Francisco Corrêa de Sampaio, na representação das suas referidas Casas (mas não nos vínculos, extintos pela lei da abolição dos morgadios em 1863) o seu neto e filho primogênito, António Pedro da Conceição Corrêa da Cunha da Silva Sampaio Mello e Castro Costa e Sousa, primeiro visconde de Castelo Novo, Fidalgo Cavaleiro da Casa Real, sr. do solar dos Escalos, etc. 
Este neto sucessor e seu único irmão Pedro Corrêa da Silva Sampaio, sr. do solar de Castelo Novo, e do Palácio do Picadeiro, casaram com duas irmãs, suas segundas tias, a viscondessa D. Maria Luisa da Cunha Mendonça e Meneses, e D. Joaquina da Cunha Mendonça e Meneses, filhas dos quartos condes de Castro Marim, e netas dos segundos marqueses de Olhão, por onde seguiu a família Corrêa de Sampaio Mello e Castro.
D. Maria Rosa de Mello e Castro, enviuvando em 1866, passou a segundas núpcias em 23 de Janeiro de 1867 com o Gen. Rufino António de Morais (Lisboa, Santa Isabel, 30 de Julho de 1803 - 14 de Novembro de 1887), comendador da Ordem Militar de Aviz, lente da Universidade de Coimbra, membro da Comissão de Aperfeiçoamento da Arma de Engenharia, etc., filho de Tomé Joaquim Guilherme de Morais e de sua mulher D. Cecília Barbosa - tendo casado no oratório das suas casas da Rua Infante D. Henrique, e sendo padrinhos o então presidente do Conselho de Ministros, Marquês de Sá da Bandeira, e o ministro das Obras Públicas, Sebastião do Canto e Castro Mascarenhas.

## Árvore Genealógica
|  | |  |  |  |  |  |  |  |  |  |  |  |  |
|  | 8. António Caetano de Melo e Castro, comendador de Fornelos e alcaide-mór de Colares                                         |  |  |  |  |  |  |  |  |  |  |  |  |
|  | |  |  |  |  |  |  |  |  |  |  |  |  |
|  | |  |  |  |  |  |  |  |  |  |  |  |  |
|  | 4. Dinis Gregório de Melo e Castro e Mendonça, capitão-general da Ilha Terceira                                              |  |  |  |  |  |  |  |  |  |  |  |  |
|  | |  |  |  |  |  |  |  |  |  |  |  |  |
|  | |  |  |  |  |  |  |  |  |  |  |  |  |
|  | 9. D. Maria Francisca Bonifácia de Noronha, filha do 37.º vice-rei da Índia                                                  |  |  |  |  |  |  |  |  |  |  |  |  |
|  | |  |  |  |  |  |  |  |  |  |  |  |  |
|  | |  |  |  |  |  |  |  |  |  |  |  |  |
|  | 2. Francisco Manuel Bernardo de Melo e Castro e Mendonça, capitão de mar-e-guerra                                            |  |  |  |  |  |  |  |  |  |  |  |  |
|  | |  |  |  |  |  |  |  |  |  |  |  |  |
|  | |  |  |  |  |  |  |  |  |  |  |  |  |
|  | 10. D. António José de Ataíde Azevedo e Brito, senhor das honras de Barbosa e Ataíde                                         |  |  |  |  |  |  |  |  |  |  |  |  |
|  | |  |  |  |  |  |  |  |  |  |  |  |  |
|  | |  |  |  |  |  |  |  |  |  |  |  |  |
|  | 5. D. Maria Rosa Xavier de Ataíde                                                                                            |  |  |  |  |  |  |  |  |  |  |  |  |
|  | |  |  |  |  |  |  |  |  |  |  |  |  |
|  | |  |  |  |  |  |  |  |  |  |  |  |  |
|  | 11. D. Ana Joaquina da Cunha e Meneses, filha do 18.º senhor de Tábua                                                        |  |  |  |  |  |  |  |  |  |  |  |  |
|  | |  |  |  |  |  |  |  |  |  |  |  |  |
|  | |  |  |  |  |  |  |  |  |  |  |  |  |
|  | 1. Maria Rosa Xavier de Melo e Castro Ataíde Costa Mendonça e Sousa                                                          |  |  |  |  |  |  |  |  |  |  |  |  |
|  | |  |  |  |  |  |  |  |  |  |  |  |  |
|  | |  |  |  |  |  |  |  |  |  |  |  |  |
|  | 12. António de Pontes, escrivão dos órfãos e capelas                                                                         |  |  |  |  |  |  |  |  |  |  |  |  |
|  | |  |  |  |  |  |  |  |  |  |  |  |  |
|  | |  |  |  |  |  |  |  |  |  |  |  |  |
|  | 6. Joaquim António de Pontes                                                                                                 |  |  |  |  |  |  |  |  |  |  |  |  |
|  | |  |  |  |  |  |  |  |  |  |  |  |  |
|  | |  |  |  |  |  |  |  |  |  |  |  |  |
|  | 13. Ana Joaquina Tomásia Gouveia                                                                                             |  |  |  |  |  |  |  |  |  |  |  |  |
|  | |  |  |  |  |  |  |  |  |  |  |  |  |
|  | |  |  |  |  |  |  |  |  |  |  |  |  |
|  | 3. D. Leonor de Ataíde e Azevedo, Administradora da Comenda da vila de Alcaria Ruiva, da Ordem de Santiago                   |  |  |  |  |  |  |  |  |  |  |  |  |
|  | |  |  |  |  |  |  |  |  |  |  |  |  |
|  | |  |  |  |  |  |  |  |  |  |  |  |  |
|  | 14. Manuel de Carvalho e Magalhães                                                                                           |  |  |  |  |  |  |  |  |  |  |  |  |
|  | |  |  |  |  |  |  |  |  |  |  |  |  |
|  | |  |  |  |  |  |  |  |  |  |  |  |  |
|  | 7. D. Maria da Piedade de Ataíde e Azevedo                                                                                   |  |  |  |  |  |  |  |  |  |  |  |  |
|  | |  |  |  |  |  |  |  |  |  |  |  |  |
|  | |  |  |  |  |  |  |  |  |  |  |  |  |
|  | 15. D.Inês Antónia de Ataíde Azevedo Brito Malafaya Alcáçova, filha do senhor das honras de Barbosa e Ataíde (acima, n.º 10) |  |  |  |  |  |  |  |  |  |  |  |  |
|  | |  |  |  |  |  |  |  |  |  |  |  |  |
|  | |  |  |  |  |  |  |  |  |  |  |  |  |